# Heinrich Böse (Hauptmann)

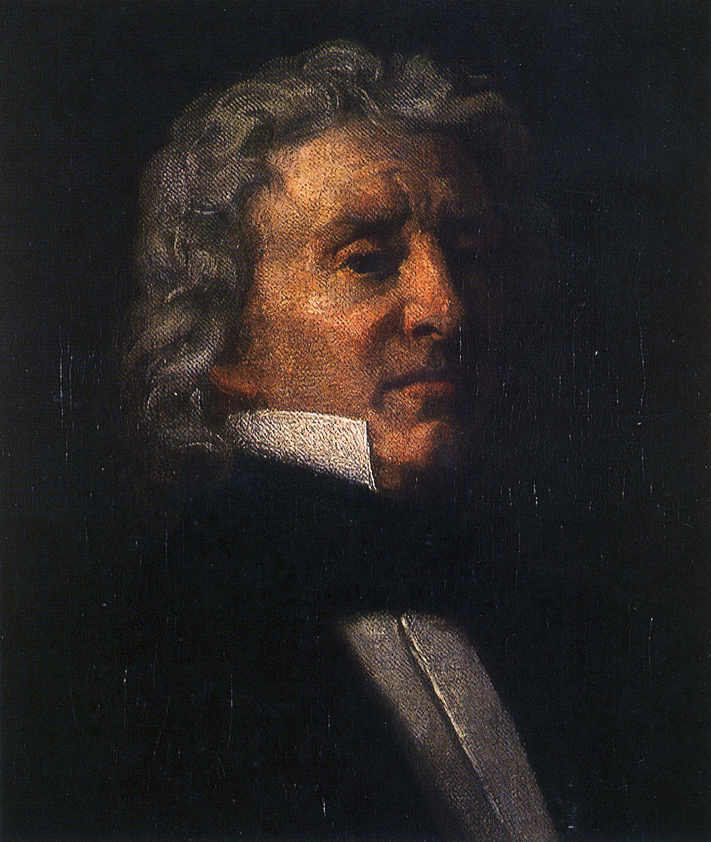
Heinrich Böse 1860 (Porträt des Oldenburger Malers Christian Griepenkerl)

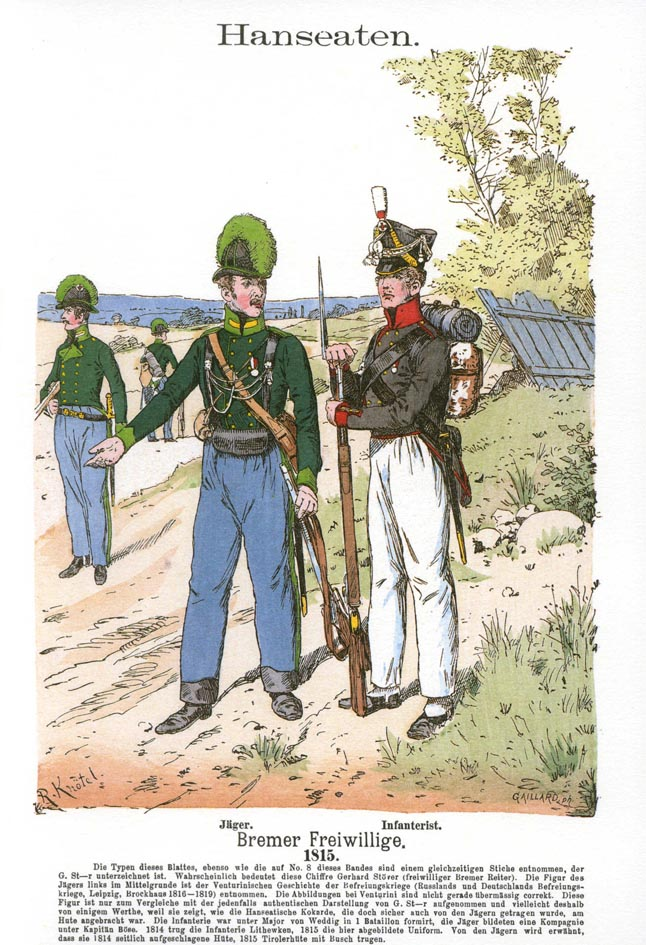
Bremer Jäger (links) um 1814

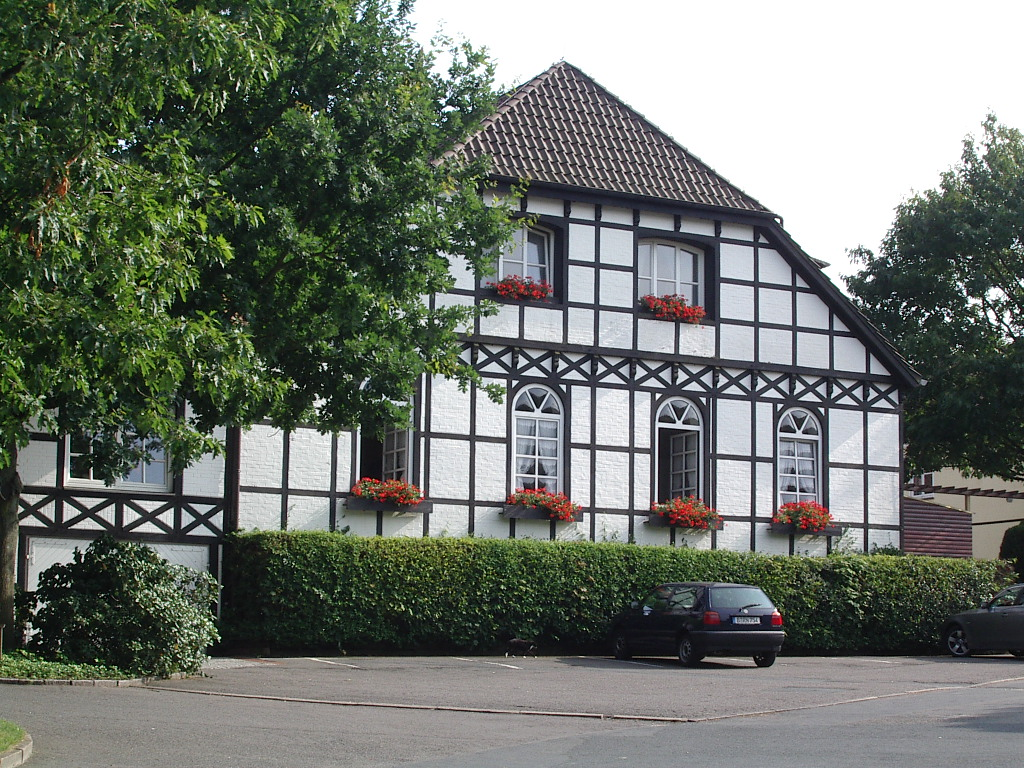
Der „Bösehof“ in Bederkesa, den sich Hauptmann Böse 1825 als Ruhesitz zugelegt hatte, dient heute als Hotel

Heinrich Böse – auch Hauptmann Böse oder der alte Böse genannt – (* 14. April 1783 in Bremen; † 15. August 1867 in Bremen) war ein Zuckerfabrikant und Hauptmann des Freiwilligen Bremischen Jäger-Korps.

## Biografie

### Bis zu den Koalitionskriegen
Böse war der Sohn des wohlhabenden Bremer Zuckerfabrikanten und -kaufmanns Johann Böse, dessen Familie ursprünglich aus Stotel stammte. Nachdem er bis zum zwölften Lebensjahr die Schule besucht hatte, wurde er von einem französischen Privatlehrer erzogen, der der alten Adelsfamilie de Villaret angehörte. Anschließend wollte er studieren, erlernte jedoch auf Wunsch seines Vaters den Kaufmannsberuf. Vor 1807 unternahm er zahlreiche Reisen, die ihn nach England, Frankreich, Spanien und Portugal führten; 1809 bereiste er Deutschland. Später leitete er zusammen mit seinen Brüdern Zuckerfabriken in Bremen, Minden, Hoya und Rinteln. 1812 heiratete er.
In Bremen entwickelte er sich zu einem Pol des Widerstandes gegen die französische Besatzung und sammelte im Geheimen patriotisch gesinnte Bürger um sich. Seine guten Kontakte zum französischen Stadtpräfekten nutzte er, um in den Besitz nützlicher Informationen zu gelangen. Als 1813 Nachrichten über den Untergang der „Großen Armee“ Napoleons nach Deutschland gelangten, brachen im März 1813 in den Elbmarschen Aufstände gegen die Franzosen aus. Den Widerstand in Bederkesa führte dabei Heinrich Böse.

### Gründung des Freiwilligen Bremischen Jäger-Korps
Aus eigenen Mitteln gründete er das Freiwillige Bremische Jäger-Korps und wurde dessen Hauptmann. Das Jäger-Korps marschierte nach Frankreich und gelangte bis Lille, konnte aber nicht aktiv an den Kämpfen teilnehmen.
Böse genoss in der Folge hohes Ansehen in Bremen und wurde 1815 mit der Organisation einer Bürgerwehr in der Stadt beauftragt. Ein weiteres Mal stellte er ein Freiwilliges Bremisches Jäger-Korps dem Bremer Senat zur Verfügung, übernahm diesmal allerdings nicht den Befehl selbst, sondern schlug seinen Schwager Franz Thorbecke als Führer der Kompanie vor.

### Weitere politische Tätigkeit
Heinrich Böse gab sein Geschäft als Zuckerfabrikant auf und kaufte sich einen Landsitz in Bederkesa. Hier gewann er als vorzüglicher Volksredner erheblichen Einfluss unter der Bauernschaft. 1825 wurde er Ehrenbürger von Bremen. 1838 veröffentlichte er eine Schilderung seiner Tätigkeiten während der Bremer Franzosenzeit unter dem Titel Erinnerungen aus dem Leben von Hauptmann Böse; zum Besten des Bremer Mädchens Anna Lühring, ehemaligen Lützower Fußjäger.
1848 wurde er Abgeordneter seines Landstrichs in Hannover und gegen Mitte des 19. Jahrhunderts gründete er zusammen mit den Schultheißen aus Steinau, Odisheim und Ihlienworth einen Hilfsverein, um die Not durch wiederholt eintretende Überschwemmungen im Hadler Sietland zu lindern. Er ließ Getreide verteilen und Schweine schlachten, damit die Bevölkerung zu essen hatte.
Das Land Hadeln dankt ihm die geistige Urheberschaft des im Jahre 1860 vollendeten Hadler Kanals zwischen Elbe und Weser.
Zu seinen Gästen gehörte 1842 und 1845 der Dichter August Heinrich Hoffmann von Fallersleben (→ Siehe dazu: Geschichte von Hadeln und Wursten).

### Ehrungen
- Böse wurde 1825 Ehrenbürger der Hansestadt Bremen
- In Bremen-Schwachhausen wurde der Hauptmann-Böse-Weg nach ihm benannt
- Eine Gedenktafel im Romantik Hotel Bösehof in Bad Bederkesa würdigt sein Leben und bezeichnet ihn als „Vaterlands- und Menschenfreund“